# تصوف كمي
التصوف الكمي، أو الباطنية الكمومية، هي عبارة عن مجموعة من المعتقدات الميتافيزيقية والممارسات المرتبطة بها التي تسعى إلى ربط الوعي أو الذكاء أو الروحانية أو النظرة العالمية الباطنية بأفكار ميكانيكا الكم وتفسيراتها. يعتبر معظم العلماء والفلاسفة أن الصوفية الكمية هي علم زائف ونوع من الدجل.
ظهر التصوف الكمي بمعنى الوعي الذي يلعب دورًا في نظرية الكم أولاً في ألمانيا خلال عشرينيات القرن العشرين عندما اتجه بعض علماء الفيزياء الكمومية، مثل إروين شرودنجر، نحو مثل هذه التفسيرات لنظرياتهم. اعترض آخرون، مثل ألبرت أينشتاين وماكس بلانك، على هذه التفسيرات. على الرغم من اتهام آينشتاين بالتصوف، أنكر نيلز بور التهمة، وعزاها إلى سوء الفهم. بحلول النصف الثاني من القرن العشرين، كان الجدل يسير في طريقه — يقال إن محاضرات شرودنجر لعام 1958 «تمثل آخر جيل من الجدل الذي عاش مع جدل التصوف» — ومعظم علماء الفيزياء اليوم هم من الواقعيين الذين لا يعتقدون أن نظرية الكم تتشارك مع الوعي.

## فيغنر
في عام 1961، كتب يوجين فيغنر ورقة بعنوان «ملاحظات على سؤال العقل والجسم»، تشير إلى أن المراقب الواعي لعب دورًا أساسيًا في ميكانيكا الكم،:93 جزءًا من تفسير فون نيومان - فيجنر. في حين أن ورقته كانت بمثابة مصدر إلهام للأعمال الصوفية التي قام بها آخرون في وقت لاحق، كانت أفكار فيجنر فلسفية في المقام الأول ولا تعتبر «في نفس الملعب» مثل التصوف الذي يتبعه.

## تقبل الفكرة من قبل العصر الجديد
في السبعينيات من القرن العشرين، في وقت مبكر من بدأت ثقافة العصر الجديد بدمج أفكارها مع فيزياء الكم، بدءا من الكتب التي وضعها آرثر كوستلر، لورانس لوشان، وغيرهما مما يوحي بأنه يمكن تفسير ظواهر التخاطر في علم النفس عن طريق مفاهيم ميكانيكا الكم.:32 في هذا العقد، ظهرت مجموعة فسيكس الأساسية، وهي مجموعة من علماء الفيزياء الذين اعتنقوا التصوف الكمي أثناء الانخراط في علاجات التخاطر، والتأمل التجاوزي، ومختلف الممارسات الصوفية للعصر الجديد والشرقي. مستوحى جزئياً من ويغنر، كتب فريتجوف كابرا، عضو في مجموعة الفسيكس الأساسية،  كتاب تاو للفيزياء: استكشاف للتوازي بين الفيزياء الحديثة والتصوف الشرقي (1975)،  كتاب يعتنق فيزياء العصر الجديد التي اكتسبت شعبية بين الجمهور غير العلمي.:32 في عام 1979 صدر كتاب «معلمي وو لي الراقصون» من تأليف غاري زوكاف،  وهو غير عالم ومن «أنجح أتباع كابرا». :32 يقال إن مجموعة فسيكس الأساسية هي واحدة من العوامل المسؤولة عن «الكم الهائل من الهراء الزائف» المحيط بالتفسيرات للميكانيكا الكمومية.

## الاستخدام الحديث والأمثلة
على عكس باطنية أوائل القرن العشرين، يشير التصوف الكمي اليوم إلى تجسيد العصر الجديد الذي يجمع التصوف القديم مع ميكانيكا الكم. يطلق عليه علم زائف وأنه «مختطف» فيزياء الكم، ويستند إلى «أوجه التشابه المتزامنة في اللغة بدلاً من الارتباطات الحقيقية» بميكانيكا الكم. صاغ الفيزيائي موراي جيل مان عبارة «رفرف الكم» للإشارة إلى سوء استخدام وتطبيق فيزياء الكم لموضوعات أخرى.
مثال على سوء الاستخدام هذا هو «نظرية الكم» لجورو العصر الجديد ديباك تشوبرا في أن الشيخوخة ناتجة عن العقل، موضحا في كتابه «الشفاء الكمي» (Quantum Healing) (1989) و «جسد لا محدود العمر، وعقل لازمن محدود له» (Ageless Body، Timeless Mind) (1993). في عام 1998 حصل تشوبرا على جائزة إيغ نوبل الساخرة في فئة الفيزياء عن «تفسيره الفريد للفيزياء الكمومية كما ينطبق على الحياة والحرية والسعي لتحقيق السعادة الاقتصادية».